# ليمان كيب
ليمان كيب (بالإنجليزية: Lyman Emmet Kipp, Jr.)‏ هو فنان أمريكي، ولد في 24 ديسمبر 1929 في دوبز فيري في الولايات المتحدة، وتوفي في 30 مارس 2014 في بونيتا سبرنغز في الولايات المتحدة.